# Фили (футбольный клуб)
«Фили» — советский и российский футбольный клуб из Москвы. Основан не позднее 1967 года. С 1967 года по 1969 год играл в классе «Б», далее упоминается в турнирах КФК.

## Достижения
- Во второй лиге — 3-е место (в полуфинале РСФСР класса «Б», 1969 год).
- В Первенстве КФК — 1-е место в группе «В» зоны Центр («Подмосковье»), 1996 год[1].